# Accusing Evidence
Accusing Evidence er en amerikansk stumfilm fra 1916 af Allan Dwan.

## Medvirkende
- Murdock MacQuarrie
- Pauline Bush
- Lon Chaney som Lon